# Alexander Horst
Alexander Horst (* 20. Dezember 1982 in Wien) ist ein österreichischer Beachvolleyball- und ehemaliger Volleyballspieler. Er nahm an vier Olympischen Spielen teil, wurde Vizeweltmeister sowie bei Europameisterschaften Zweiter und Dritter. Er wurde vierfacher österreichischer Meister sowohl im Sand als auch in der Halle und ebenfalls viermaliger Pokalsieger seines Heimatlandes.

## Karriere Halle
Der Außenangreifer wurde mit seinem Verein von 1999 bis 2002 vier Mal in Folge österreichischer Meister und Pokalsieger. Der Sportclub wechselte während dieser Zeit in jeder Saison seinen Nammen. Er hieß 1998/99 Donaukraft Wien, 1999/2000 Bayernwerk hotVolleys, 2000/2001 e.on hotVolleys und 2001/2002 Hotvolleys Wien. In der Spielzeit 1999/2000 erreichte Bayernwerk hotVolleys neben den nationalen Erfolgen auch die Vorschlussrunde im wertvollsten Vereinswettbewerb für europäische Volleyballmannschaften. Im Pool B der Champions League wurde das Team mit Alexander Horst Zweiter, verlor jedoch sowohl sein Semifinale gegen Sisley Treviso mit 0:3 als auch das Spiel um den dritten Platz gegen Noliko Maaseik mit 2:3. 2003 nahm der gebürtige Wiener mit der Nationalmannschaft an der Qualifikation zur Europameisterschaft teil, konnte sich jedoch für die Hauptveranstaltung nicht qualifizieren. In der Saison 2006/07 war Horst für Sokol Schwechat aktiv, nahm mit dem Verein auch am Challenge Cup teil. Die Mannschaft kam als Gruppendritter aber nicht über die Vorrunde hinaus. Anschließend beendete Alexander Horst seine Hallenkarriere.

## Karriere Beach
Horst hatte seinen ersten internationalen Auftritt 2003, als er mit Simon Nausch bei den Mallorca Open der FIVB World Tour antrat. Das Turnier auf der Insel spielte er in der folgenden Saison mit Sebastian Göttlinger. Bei den Gstaad Open und dem Grand Slam in Klagenfurt kamen sie nicht über die „Country Quota“ gegen die nationalen Konkurrenten hinaus. 2005 schafften sie es dann am Wörthersee ins Hauptfeld und ein Jahr später kamen sie dort als Neunte erstmals in die Top Ten. Dieses Ergebnis erzielten sie auch beim Challenger-Turnier in Cagliari.
Die Acapulco Open am Jahresende spielte Horst bereits mit seinem neuen Partner Florian Gosch. Auf der World Tour 2007 erreichten Horst/Gosch neunte Plätze beim Open-Turnier in Roseto degli Abruzzi und beim Grand Slam in Stavanger. Außerdem wurden sie Siebte der Montreal Open. Bei der Weltmeisterschaft in Gstaad gelangten sie als Gruppenzweite ins Achtelfinale, das sie gegen die topgesetzten Brasilianer Emanuel/Ricardo verloren. Wenige Wochen später wurden sie Dritte der Åland Open und gewannen damit ihre erste Medaille auf der World Tour. Bei der Europameisterschaft in Valencia verloren sie ihr erstes Spiel, setzten sich danach aber gegen die nationalen Konkurrenten Berger/Nowotny durch, bevor sie in der dritten Runde der Verliererseite gegen die Schweizer Laciga/Schnider ausschieden. Ebenfalls Neunte wurden sie bei den Stare Jabłonki Open.
Die Saison 2008 verlief für Gosch/Horst zunächst weniger erfolgreich; bis Anfang Juli kamen sie bei den internationalen Turnieren nicht über 17. Plätze hinaus. Bei der EM in Hamburg verloren sie wie im Vorjahr ihr Auftaktspiel und gelangten dann – unter anderem gegen Doppler/Gartmayer – in die dritte Runde, in der sie den Spaniern Herrera/Mesa unterlagen. Sie qualifizierten sich für die Olympischen Spiele in Peking. Über die Playoff-Runde der Gruppendritten schafften sie es ins Achtelfinale, das sie ebenfalls gewannen. Erst im Viertelfinale mussten sie sich den späteren Silbermedaillen-Gewinnern Márcio Araújo und Fábio Luiz geschlagen geben. Damit beendeten sie das Turnier auf dem fünften Rang. Danach wurden sie Vierte der Kristiansand Open und Neunte in Mallorca. 2009 gab es weitere Top-Ten-Ergebnisse bei den Mastern-Turnieren in Gran Canaria, Baden (jeweils Neunter) und Berlin (Siebter). Bei der WM in Stavanger erreichten Horst/Gosch als Gruppenzweite das Achtelfinale, in dem sich die späteren Finalisten Harley/Alison durchsetzten. Auf der World Tour wurden sie anschließend Neunte der Grand Slams in Gstaad und Klagenfurt. Auch die Open-Turniere in Stare Jabłonki und Den Haag sowie das Blackpool Masters beendeten sie als Siebte bzw. Fünfte mit vorderen Platzierungen. Bei der EM in Sotschi setzten sich Horst/Gosch als Gruppenzweiter im Viertelfinale gegen die Deutschen Klemperer/Eric Koreng durch und im Halbfinale besiegten sie amtierenden Weltmeister Julius Brink und Jonas Reckermann, gegen die sie in der Vorrunde noch verloren hatten. Sie verloren dann das Endspiel gegen Nummerdor/Schuil, feierten aber als EM-Zweite ihren bis dahin größten Erfolg.
In die World Tour 2010 starteten sie mit einem siebten Rang bei den Shanghai Open und einem neunten Platz beim Grand Slam in Rom. Ebenso Neunte wurden sie bei den Grand Slams in Stavanger, Gstaad und Klagenfurt. Dazwischen kamen sie bei den Marseille Open ins Halbfinale und wurden Vierte. Als Gruppenzweite verloren sie das Achtelfinale der EM in Berlin gegen Klemperer/Koreng. Die anschließenden Aland Open waren ihr letztes internationales Turnier, weil Gosch wegen eines Knorpelschadens am Knie seine Karriere beenden musste. 2011 spielte Horst deshalb mit Daniel Müllner. Bei der WM in Rom kamen Horst/Müllner als Gruppendritter in die erste Hauptrunde, in der sie nach drei Sätzen den US-Amerikanern Fuerbringer/Lucena unterlagen. Der fünfte Platz beim Niechorze Masters war ihr bestes Ergebnis auf der World Tour. Bei der EM in Kristiansand blieben sie in der Vorrunde ebenso ungeschlagen wie im Achtelfinale gegen Laciga/Weingart. Gegen Heuscher/Bellaguarda, ebenfalls ein Schweizer Duo, schieden sie dann im Viertelfinale aus.

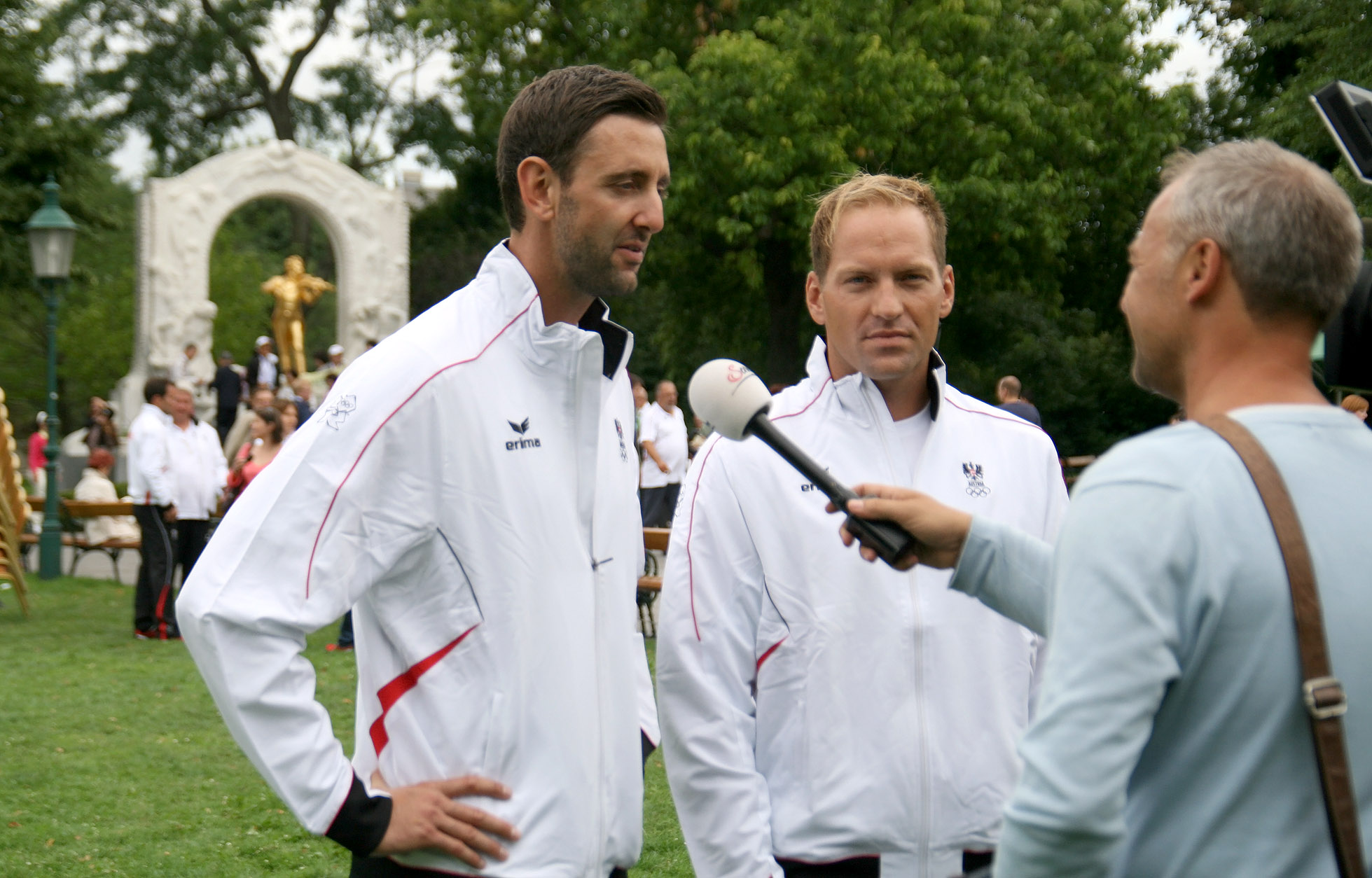
Interview Doppler/Horst vor den Olympischen Spielen 2012

Seit 2012 spielte Horst mit Clemens Doppler. Sie starteten mit einem siebten Platz bei den Mysłowice Open in ihre erste gemeinsame Saison und gewannen das Satellite-Turnier in Baden. Bei der EM in Scheveningen blieben sie in der Vorrunde ohne Satzverlust, aber im Achtelfinale unterlagen sie den mehrfachen Europameistern Nummerdor/Schuil nach drei Sätzen. Nach einem vierten Platz beim Continental Cup in Alanya qualifizierten sie sich über den World Cup noch für die Olympischen Spiele in London. Dort waren sie in der Vorrunde das schlechteste von drei punktgleichen Duos in ihrer Gruppe und schieden deshalb vorzeitig aus. Nach dem olympischen Turnier erreichten sie das Endspiel des Grand Slams in Stare Jabłonki, das die Letten Pļaviņš/Šmēdiņš gewannen; die Silbermedaille war die erste österreichische Medaille bei einem Grand Slam. Außerdem wurde das Duo österreichischer Meister. 2013 wurden Doppler/Horst Neunte des Grand Slams in Corrientes und Siebte beim Baden Masters. Anschließend gelang ihnen bei den aufeinanderfolgenden Grand Slams in Den Haag und Rom jeweils ein fünfter Platz. Bei der WM in Stare Jabłonki gewannen sie ihre Vorrundengruppe und das erste Hauptrundenspiel, bevor sie sich im Achtelfinale den späteren Weltmeistern Brouwer/Meeuwsen geschlagen geben mussten. Anschließend wurden sie Gstaad ebenfalls Neunte und gewannen das Masters in Novi Sad. Bei der EM in Klagenfurt erlitt Doppler während des zweiten Vorrundenspiels einen Kreuzbandriss; es war die dritte derartige Verletzung in seiner Karriere. Mit seinem Ersatzpartner Lorenz Petutschnig wurde Horst Vierter des Grand Slams in Moskau. Im Oktober absolvierte das Duo noch die Grand Slams in São Paulo und Xiamen.
Im Mai 2014 spielte Horst beim Grand Slam in Shanghai wieder mit Doppler auf der World Tour. Kurz darauf erreichten sie die Endspiele der CEV-Turniere in Antalya und Baden. Bei der EM in Quartu Sant’Elena besiegten sie im Achtelfinale die amtierenden Weltmeister Brouwer/Meeuwsen und gewannen schließlich mit einem Erfolg gegen die Titelverteidiger Gavira/Herrera die Bronzemedaille. Im weiteren Verlauf der World Tour erzielten sie weitere vordere Platzierungen als Fünfter in Gstaad, Neunter in Klagenfurt und Vierter in Stare Jabłonki. Ohne Satzverlust gewannen sie außerdem die österreichische Meisterschaft, womit Doppler seine siebten nationalen Titel erreichte. Ähnlich erfolgreich begannen Doppler/Horst die Saison 2015. Fünften Plätzen beim Grand Slam in Moskau und dem Poreč Major folgten ein neunter Rang in Stavanger und ein vierter Platz in Sankt Petersburg. Bei der WM in den Niederlanden schieden sie als Gruppenzweite in der ersten KO-Runde gegen die US-Amerikaner Gibb/Patterson aus. Nach einem neunten Platz beim Gstaad Major gewannen sie als Dritte in Yokohama ihre zweite Grand-Slam-Medaille. Bei der EM in Klagenfurt blieben sie in der Vorrunde und im Achtelfinale ohne Satzverlust, bevor sie im Viertelfinale von den Italienern Ranghieri/Carambula bezwungen wurden. Fünfte wurden sie auch beim Grand Slam in Long Beach, und beim World-Tour-Finale in Fort Lauderdale belegten sie den neunten Rang.
Als Fünfter des Grand Slams in Rio de Janeiro und Neunte der Doha Open blieben Doppler/Horst in den ersten Turnieren der World Tour 2016 in den Top Ten. Als Gruppensieger kamen sie ins Achtelfinale der EM in Biel/Bienne, das sie gegen Gavira/Herrera verloren. Beim Poreč Major erreichten sie das Endspiel, in dem sie erst im Tiebreak den brasilianischen Weltmeistern Alison/Bruno unterlagen. Über die Olympiarangliste qualifizierten sie sich für die Olympischen Spiele in Rio de Janeiro. Dort gelang ihnen in der Vorrunde die Revanche gegen Alison/Bruno. Sie kamen als Gruppendritter ins Achtelfinale, das sie gegen die Kubaner Díaz/González verloren.
2017 blieben Doppler/Horst auf der World Tour erfolgreich. Nur in Fort Lauderdale und in Gstaad verpassten sie die Top Ten, während sie in Rio de Janeiro und Moskau Neunter sowie in Den Haag und Poreč Fünfter wurden. Bei der Weltmeisterschaft in Wien kamen sie als Gruppenzweite in die KO-Phase; dort gelangten sie mit vier weiteren Siegen ins Endspiel, in dem sie den Brasilianern Evandro/André Loyola unterlagen. Im August 2021 gab das Duo Doppler/Horst bei der Beachvolleyball-Europameisterschaft 2021 in Wien das letzte gemeinsame Spiel auf internationaler Ebene.
Von 2022 bis 2024 spielte Horst mit Julian Hörl. Die beiden gewannen in ihrer ersten gemeinsamen Saison die Futures in Klaipėda und Baden und standen in der Runde der letzten Acht bei den Elite16 in Gstaad und Uberlândia sowie bei den Europameisterschaften. 2023 erhielten sie Bronze beim Challenge in Saquarema sowie Silber beim gleichwertigen Wettbewerb in Espinho, erreichten die Vorschlussrunde beim Elite16 in Paris und wurden Neunte bei der EM sowie Siebzehnte bei der WM. Beste Resultate auf der World Tour ein Jahr später waren ein geteilter fünfter Rang beim Challenge in Saquarema sowie ein geteilter neunter Platz beim Elite16 in der Hauptstadt ihres Heimatlandes. Bei der Europameisterschaft konnten sie den Platz aus dem Vorjahr wiederholen. Zuvor waren sie bei den Olympischen Spielen satz- und sieglos geblieben.
2025 spielte Horst zunächst mit Laurenz Leitner. Nachdem dieser im April wegen einer Krebserkrankung ausfiel, war anschließend Paul Pascariuc Horsts Partner. Im Juni fiel dieser wegen einen Knieverletzung auch aus. Seitdem spielt Horst mit verschiedenen Partnern. Mit Moritz Pristauz gewann er auf der German Beach Tour 2025 im August das erste Turnier in Berlin.

## Auszeichnungen
- 2017: Goldener Rathausmann der Stadt Wien[17][18]